# Bối Cầu
Bối Cầu là một xã thuộc huyện Bình Lục, tỉnh Hà Nam, Việt Nam.
Xã Bối Cầu có diện tích 6,91 km², dân số năm 1999 là 4581 người, mật độ dân số đạt 663 người/km².